# Verdrag van 1818

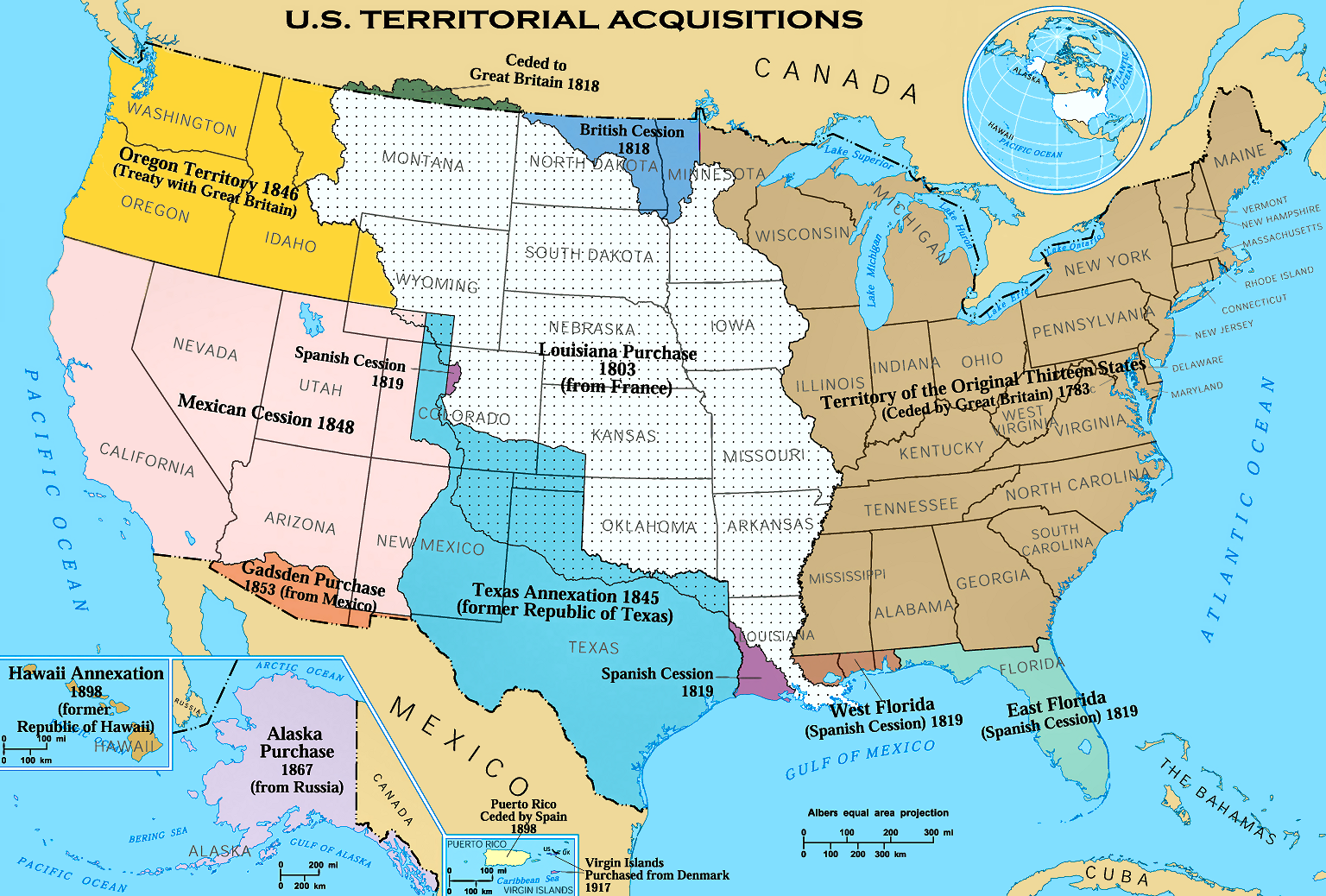
Aanpassingen aan de territoriale grenzen van de Verenigde Staten

Het Verdrag van 1818, officieel de Convention respecting fisheries, boundary and the restoration of slaves, was een internationaal verdrag dat gesloten werd tussen de Verenigde Staten en het Verenigd Koninkrijk. Het staat ook bekend als de Conventie van Londen, de Anglo-Amerikaanse Conventie van 1818 of Conventie van 1818.
Het werd ondertekend in 1818 en behandelde de grensconflicten tussen de Verenigde Staten en de Britten. Het verdrag maakte een gezamenlijke bezetting en kolonisering mogelijk van het gebied Oregon Country, dat bij de Britten en in de Canadese geschiedenis beter bekendstaat als het Columbia District van de Hudson's Bay Company, samen met het zuidelijke deel van het andere bonthandelend district Nieuw-Caledonië.
Het verdrag betekende het laatste definitieve territoriumverlies van de Aaneengesloten Staten, namelijk het meest noordelijke punt van het Louisianaterritorium boven de 49e breedtegraad. Dit staat beter bekend als Milk River in het hedendaagse zuiden van de Canadese provincie Alberta. De Britten stonden heel Rupertland ten zuiden van de 49e breedtegraad en ten westen van de Rocky Mountains af, inclusief de Red River-kolonie.

## Bepalingen
Het verdrag bevatte de zes onderstaande bepalingen:
- Artikel I: De Amerikanen verwierven visserijrechten voor de kusten van een groot deel van de Britse kolonie Newfoundland.
- Artikel II: Brits Noord-Amerika stond grondgebied af ten zuiden van de 49e parallel noorderbreedte en de Verenigde Staten deed hetzelfde met grondgebied ten noorden van die parallel. Een uitzondering hierop is de bij dit verdrag gecreëerde Northwest Angle, een grenscorrectie ter hoogte van de Lake of the Woods (ter rechtzetting van het Vrede van Parijs uit 1783).
- Artikel III: Beide mogendheden sloten een akkoord voor gedeelde controle over het Oregon Country voor een periode van tien jaar.
- Artikel IV: Beide mogendheden bevestigden de Anglo-Amerikaanse Conventie van 1815, die handelsbelangen stipuleerde, en verlengden voor een periode van tien jaar.
- Artikel V: De Amerikanen hadden reeds langer een eis over het terugbrengen van slaven die naar Brits Noord-Amerika gevlucht waren naar hun Amerikaanse eigenaars, waar de Britten niet akkoord mee waren. In dit verdrag werd besloten dat het geschil zou doorverwezen worden naar een bevriende derde staat ter onderhandeling.
- Artikel VI: Dit artikel bepaalde dat dit verdrag in werking zou treden binnen de zes maanden na ondertekening ervan.

## Geschiedenis
Het verdrag werd voor de Verenigde Staten onderhandeld door Albert Gallatin (ambassadeur voor Frankrijk) en Richard Rush (ambassadeur voor het Verenigd Koninkrijk); en voor het Verenigd Koninkrijk door Frederick John Robinson (schatmeester van de Royal Navy en lid van de Britse Geheimraad) en Henry Goulburn (staatssecretaris). Het verdrag werd ondertekend op 20 oktober 1818. De ratificaties vonden plaats op 30 januari 1819. De Conventie van 1818 betekende samen met het Verdrag van Rush-Bagot van 1817 het begin van verbeterde relaties tussen het Britse Rijk en zijn vroegere kolonies. Ze maakte ruimte voor positievere betrekkingen tussen de Verenigde Staten en Canada, niettegenstaande dat het verzet tegen de Amerikaanse invasie een primaire verdedigingsstrategie was in Canada tot aan de Tweede Wereldoorlog.
Ondanks het relatief goedaardige karakter van het akkoord leidde het hoe dan ook tot een hevige strijd om de overheersing van Oregon Country in de volgende twee decennia. De Britse Hudson's Bay Company ondernam een hevig offensief om de inmenging van Amerikaanse bonthandelaars in het gebied tegen te gaan. Tegen de jaren 1830 ontwikkelde het bedrijf, terwijl de druk in de Verenigde Staten steeg om de regio te annexeren, een doelbewust beleid om alle bontdragende dieren uit te roeien in Oregon Country. Dit met als bedoeling de overblijvende winst te maximaliseren en de komst van Amerikaanse bergbewoners te vertragen. Deze politiek van koloniale ontmoediging kreeg tot op zekere hoogte weerstand te verduren vanwege John McLoughlin (hoofdvertegenwoordiger van de Hudson's Bay Company in Fort Vancouver) die regelmatig soelaas en gastvrijheid bood aan Amerikaanse immigranten die aan de standplaats over de Oregon Trail aankwamen.
Halverwege de jaren 1840 leidde de kentering van Amerikaanse immigratie alsook de claim van de Amerikaanse politieke beweging op het gebied tot hernieuwde onderhandelingen van het akkoord. Het Verdrag van Oregon in 1846 stelde de 49e breedtegraad in als de grens tussen de Verenigde Staten en Brits Noord-Amerika tot aan de Grote Oceaan